# Song (Taizu)
Song, född 952, död 995, var en kinesisk kejsarinna, gift med kejsar Song Taizu. 
Hon var den äldsta dottern till general Song Xie (926-989), och prinsessan Yongning, dotter till kejsar Liu Zhiyuan av Senare Han-dynastin. 
Hon närvarade vid hovet som barn och uppmärksammades av den tjugofem år äldre kejsaren. Hon gavs till kejsaren som en av hans gemåler vid okänd datum under sin uppväxt. Hon mottog titeln kejsarinna vid sjutton års ålder 968. 
Song beskrevs som vacker, känslig, charmig, mild och dygdig. Äktenskapet beskrevs som lyckligt. Det noterades att hon föredrog sin yngste styvson, Defang, bland Taizus enda två överlevande söner, Dezhao och Defang (959-981), något som denna drog nytta av, medan hans äldre bror undvek henne. 
Natten till den 10 oktober, 976, dog Taizu plötsligt, och kejsarens bror Guangyi efterträdde honom som Taizong. Enligt en historia ska hennes handlingar vid kejsarens dödsfall ha lett till att han efterträddes av sin bror istället för sin son, men det är inte tydligt hur. Hon blev heller inte behandlade särskilt väl av kejsar Taizong. Som kejsarens änka kunde kejsarinnan Song inte bli änkekejsarinnan-kejsarmoder, så hon fick namnet kejsarinnan Kaibao och order om att flytta till Västra palatset. Under 987 fick hon order om att flytta till Östra palatset. 